# 平井理央
平井 理央（ひらい りお、1982年11月15日 - ）は、日本のフリーアナウンサー、タレント。元フジテレビアナウンサー。所属事務所は、姉が代表を務めるマネジメントオフィス『株式会社dejaneiro（デジャネイロ）』。同社取締役も務める。

## 来歴
東京都豊島区目白生まれ、西東京市育ち。1989年、商社に勤務する父親の転勤に伴いインドのボンベイに1年間居住後、日本に帰国。
中学在学時にエクスィード・アルファ・インターナショナルからスカウトされ、モデル活動を始める。1998年、テレビ東京『おはスタ』にて「おはガール」の一員を務めたのち、ファッション雑誌『ピチレモン』の専属モデルとなる。その後、ドラマ『動物のお医者さん』（テレビ朝日）に準レギュラーとして抜擢された。またマクドナルドのCMにも出演している。
東京学芸大学附属大泉小学校、東京学芸大学附属大泉中学校、東京学芸大学教育学部附属高等学校卒業。中学・高校時代はバレーボール部に所属。高校3年生の時、中田敦彦（オリエンタルラジオ）と指定校推薦の校内枠を争ったが、「中田くんは一般入試でも受かるから、合格するか怪しい平井を推薦する」という教師の判断により、同推薦枠で慶應義塾大学法学部法律学科に進学。大学卒業後、2005年4月にフジテレビへ入社し、元アイドルとして耳目を集めた。
2006年4月3日から『すぽると!』のキャスターに就任。同年12月23日公開の映画『大奥』に出演した。
2007年、バレーボールワールドカップの情報番組『ワールドカップバレーへの道』に本田朋子、松尾翠と出演し、「バレーボール3人娘」として広報活動を務めた。
2008年5月17日から6月8日まで「2008年北京オリンピックバレーボール世界最終予選」をフジテレビとTBSが共同中継し、5月30日放送の『みのもんたの朝ズバッ!』、『はなまるマーケット』、『2時っチャオ!』に小林麻耶とともに出演した。
2009年2月1日、第63回香川丸亀国際ハーフマラソンを2時間22分32秒で完走した。
2009年3月22日開催の「東京マラソン2009」に『すぽると!』枠で出場し、5時間1分35秒で完走した。
2009年4月5日から『サキヨミLIVE』のキャスターに就任。後継番組『情報エンタメLIVE ジャーナる!』へも出演した。
「2012年ロンドンオリンピックバレーボール世界最終予選」の広報活動で、2012年5月20日のTBS『アッコにおまかせ!』と『行くぞロンドン!2012ロンドン五輪バレーボール世界最終予選』、5月19日のフジテレビ『めざましどようび』に、枡田絵理奈（TBSテレビアナウンサー）とともに出演した。
2012年7月18日、フジテレビ編成制作局バラエティ制作センター勤務のディレクター蜜谷浩弥との入籍に伴い、9月末をもって『すぽると!』の降板ならびにフジテレビの退社を発表。7月19日の『すぽると!』では番組冒頭で自ら報告している。
退社後、当初はフリーランスで活動したが、2013年1月1日に姉の平井真央が代表取締役を務めるマネジメントオフィス「deJaneiro」に所属した。4月7日より自身初のラジオ番組レギュラーとなる、J-WAVE日曜朝の生ワイド番組『WONDER VISION』がスタート。
2014年1月2日放送分から同年12月25日放送分まで、『ぐるぐるナインティナイン』（日本テレビ）における「グルメチキンレース・ゴチになります!15」の新メンバーとしてレギュラー出演。フリー転身後、フジテレビ以外では初のテレビ番組レギュラー出演かつ、アイドル時代以来の本格的なタレント活動となった。2014年4月期の「日曜劇場・ルーズヴェルト・ゲーム」（TBS）にて、アイドル活動以来11年ぶりに女優業を務めた。同年11月2日、ニューヨークシティマラソンを6時間1分24秒で完走。
2015年5月30日、初のエッセイ本『楽しく、走る。』（新潮社）を刊行した。
2017年6月25日、第1子妊娠を公表。10月19日、第1子女児の出産を報告した。
2022年12月23日、蜜谷との離婚を公表した。女児の親権は平井自身が持つ。

## 人物
- 趣味：音楽鑑賞、映画鑑賞、洋裁、読書、昼寝（寝つきが良い）など
- 好きな映画：『ニュー・シネマ・パラダイス』、『月とキャベツ』、『スター・ウォーズ』、『ドラえもん』、『ONE PIECE』など
- 資格・特技：英語、ピアノ、製菓、英語検定2級、スキューバーダイビングCカード、普通自動車免許証

## 逸話
- 蜜谷との結婚を機にフジテレビを退社した際、当時の豊田皓社長から「平井君はフリーになっても、『すぽると!』をやってくれると信じていた」と結婚退職を惜しまれた。
- 医師の内田舞[18]、オリエンタルラジオの中田敦彦[18][19]は高校の同級生。中田によれば、当時「おはガール」として活躍していた平井は学園のアイドルだったという。しかし、平井は中田の存在をまったく認識していなかった[20]。
- 父方の叔父が、古舘伊知郎の同級生かつ親友だった[21]。
- テレビドラマ『動物のお医者さん』出演当時は女優を志していたが、緊張のあまり台詞がうまく覚えられなかった。その様子を心配した同ドラマ共演者である要潤から声をかけられ撮影中にもアドバイスを受けたという。要とのやり取りの中で将来についてたずねられ、悩んで答えに窮していると、「理央ちゃんは、ここにいない方がいいんじゃない?」と言われ一瞬ショックを受けるも、「自分には芸がないというか、演技も歌も踊りも出来ない。ドラマで活躍するのは難しいと思っていた。現場での覚悟も足りなかった」とかねてから自覚しており、「自分のことを分かってくれているようでうれしかったし、（この一言に）諭された感じ。ちゃんと就職活動しよう」と思い直し、女優の道をあきらめている。当時を振り返り「結構キュンとした」と告白しており、アナウンサーとなった後もたびたび思い出したという[22]。

## 同期入社
- 宮瀬茉祐子（2011年7月16日付で退社）
- 遠藤玲子
- 田淵裕章

## 出演（フリーアナウンサー・第2次タレント時代）

### テレビ

#### 報道番組
- news TOKYO FLAG（2020年4月1日 - 2023年3月23日、TOKYO MX） - 月曜 - 木曜MC[23]

#### スポーツニュース
- 天皇杯ハイライト（2015年9月11日 - 、スカパー!） - MC[24]

#### バラエティ
- ウチくる!?（2013年2月3日、フジテレビ）
- 未来シアター（2013年8月30日、日本テレビ）
- TOUCH!WOWOW 2013 ひらけ!9Doors（2013年11月9日 - 10日、WOWOW） - 司会
- ぐるぐるナインティナイン（2014年1月2日 - 12月25日、日本テレビ）
  - 番組内コーナー「グルメチキンレース・ゴチになります!15」にレギュラー出演。当初からクビレースを独走し、1年で降板となった。12月に「ピタリを取れば自腹累積記録クリア」がかかった放映での、ピタリに100円差という成績がハイライトであった。以降、たびたび出演している。
- アナザースカイ（2014年4月4日、日本テレビ）
- ここがポイント!!池上彰解説塾 直前スペシャル（2014年4月13日、テレビ朝日）
- ここがポイント!!池上彰解説塾（2014年4月14日、テレビ朝日）
- おしゃれイズム（2014年4月13日、日本テレビ） - 姉（社長）と姉妹出演。
- しゃべくり007（2014年6月30日、日本テレビ）
- 超絶！ナノニの法則 〜○○なのになぜ成功?〜（2014年10月21日、TBS） - 坂上忍と共に司会
- クイズ昔は当たり前!?（2015年9月12日、TBS） - 司会
- ライオンのごきげんよう（2015年11月19日、フジテレビ）
- おはスタ（2016年4月1日・2019年7月12日・2020年8月24日[注 2]）、テレビ東京）
- 人生を変える7日旅「絶景!春の瀬戸内」（2016年5月6日 - 13日、BS朝日）

#### ドラマ
- ルーズヴェルト・ゲーム（2014年4月27日 - 6月22日、TBS） - 花房志保（社長秘書） 役
- 赤めだか（2015年12月28日、TBS） - テレビ局スタッフ 役
- デジタル・タトゥー 第3回（2019年6月1日、NHK） - ニュースキャスター 役
- わたしの一番最悪なともだち（2023年9月、NHK） - 泉茉奈 役[25]

### ラジオ
- WONDER VISION（J-WAVE、2013年4月7日 - 2017年8月27日）[10]
- From RIO to TOKYO（「ACTION」内、TBSラジオ、2019年9月30日 - 2020年6月26日）
- THE TRAD（TOKYO FM、2020年11月30日 - 2021年3月18日）
- 爆笑問題の日曜サンデー（2021年8月29日・TBSラジオ)ここは赤坂応接間 - ゲスト

### CM
- ダンロップ「エナセーブ」「LEMAN・VEURO」（2013年3月 -）
- カゴメ「野菜一日これ一本」『これイチ 可能性は〜女子アナ』篇（2013年5月）
- Cygames「グランブルーファンタジー」『夏の予定編』（2015年7月-・宮川俊二と共演）
- マクドナルド「グランクラブハウス」「グランベーコンチーズ」「グランてりやき」（2017年4月）- レポーター 役（18年ぶりの出演）

### その他
- 風とロック LIVE福島CARAVAN日本（2013年） - 公式MC
- 東京2020オリンピック 日本代表選手団壮行会（2021年） - 松岡修造と共に司会

### 連載
- BRUTUS「平井理央のあの人に逢いたい」（2013年1月15日発売号 - 、マガジンハウス）
- ROLa「平井理央のラン!シティ!ラン!」（2014年2月1日発売号 - 、新潮社）
- ソトコト Let's search for SOCIAL DESIGN 「WONDER VISION」（木楽舎）

## 出演（フジテレビアナウンサー時代）

### 過去の担当番組
- BBコンプレックス（インターネット放送、2005年5月25日-8月24日）（ロボットできるかな? 2005年9月7日-2005年12月7日）
- 第2回全国ウォーターボーイズ選手権（2005年9月27日放送、レポーター）
- 井の中のカワズ君（2005年10月18日-2006年3月21日）
- ネプリーグ芸能界常識王決定戦スペシャル（2005年10月3日、2006年5月1日、12月25日）アナウンサーチーム
- O・D・A〜ODAIBA ANGEL〜（2005年10月18日-2006年3月21日）
- 魁!音楽番付（2005年10月-2008年3月）不定期
- 女子アナ部屋（2005年12月27日未明-12月30日未明、2006年1月3日未明-1月6日放送）
- Vの女神（2005年12月18日、2006年1月15日、2月26日）
- 銀幕会議（2005年10月29日 - 2006年3月）
- 金曜エンタテイメント特別企画「本当にあったアタックNO.1~実録!高校バレー密着365日（2006年8月18日）
- 晴れたらイイねッ!Let'sコミミ隊 新人アナ研修「川遊び」（2005年8月28日）
- 新春かくし芸大会
  - 第43回（2006年1月1日）- 「踊る花嫁~女の幸せ~」演目
  - 第46回（2009年1月1日）- 「シャボン玉」演目
- TV☆Lab「クイズグランプリ2006」（2006年5月28日、BSフジ）解答者
- HEY!HEY!HEY! MUSIC CHAMP ボウリング対決進行役（2006年6月19日）
- クイズ$ミリオネアアナウンサー大会（2006年7月6日、7月13日）
- SMAP×SMAP ヒーコのファッションチェック 進行役（2006年7月31日）
- TV☆Lab「告白シアター。」（2006年9月24日、BSフジ）来場客
- フジテレビバレーボール中継
  - バレーボール・ワールドグランプリ
  - 全国高等学校バレーボール選抜優勝大会
  - 北京オリンピックバレーボール世界最終予選兼アジア大陸予選大会
- フジテレビ柔道中継
  - 全日本選抜柔道体重別選手権大会 キャスター
  - 世界柔道選手権大会 2007年にサブキャスター、2009年からは総合進行
- 環境野郎Dチームエンディングテーマ歌唱（2007年4月-2007年9月）
- Moon&Sun~両極相楽~ ナレーション（2007年4月-2008年3月）
- 人志松本のすべらない話ザ・ゴールデン（2007年6月2日、11月29日）観覧スタジオ進行担当
- ワールドカップバレーへの道（後輩の本田朋子、松尾翠と共に出演）
- FNS5000番組10万人総出演 がんばった大賞（司会、2008年春-2009年春）
- お笑い芸人歌がうまい王座決定戦スペシャル（2008年3月4日-2008年8月19日） 第11回-第13回 白組司会
- めざましテレビ、情報プレゼンター とくダネ!、ハピふる!（2008年5月16日）（女子バレーボール世界最終予選のPR、小林麻耶（元TBSアナウンサー）と共に出演）
- 日本大相撲トーナメント（2008年2月10日）支度部屋レポーター
- アナ☆ログ
- 芸能人こだわり王講座 イケタク（2008年10月21日、2009年2月14日）
- 男おばさん 燃えろ!デジタル部 （2008年10月14日、2009年3月3日、2009年4月11日、2009年10月15日）2009年10月15日はテレビドラマ『エナミ君の恋人』で本人役。
- サキヨミLIVE（総合司会、2009年4月5日 - 2009年9月20日）
- 情報エンタメLIVE ジャーナる!（総合アシスタント、2009年10月25日 - 2010年3月28日）
- ジャンクSPORTS（2006年11月12日 - 2010年3月21日）不定期出演
- VS嵐2009年12月17日、2010年8月12日、2010年9月2日）ゲスト出演
- すぽると!大賞2009感極まった瞬間100連発（2009年12月30日）インタビュアー
- 祝!10年目突入!すぽると!増刊号春のレディースデーSP（2010年4月25日）MC
- 柔人十色（2010年7月6日-2010年9月21日）ナレーション
- 幸せの素（2010年10月1日）
- 森田一義アワー 笑っていいとも!（2007年10月5日 - 2010年10月1日）金曜日担当
  - 2005年10月4日 - 2007年3月27日「火曜日」担当
  - 2007年4月2日-9月24日「月曜日」担当
- 笑っていいとも!増刊号日曜日（2005年10月9日-2010年10月3日）
- +1journey（ナレーション）
- アナ★バン
- 女子アナスペシャル
- すぽると!メインキャスター
  - 2006年4月3日 -2008年3月28日「平日」担当
  - 2008年4月2日 - 2009年3月29日「水曜日 - 日曜日」担当
  - 2009年3月31日 - 2010年3月27日「火曜日 - 土曜日」担当
  - 2010年3月29日 - 2011年3月27日「火 - 木・土・日曜」担当
  - 2011年3月29日 - 2012年9月27日「火曜日 - 木曜日」担当
- 魁!音楽番付 Eight（2009年10月-）
- とんねるずのみなさんのおかげでした （不定期）

### ラジオ
- フジテレビ20ミニッツ（ニッポン放送、2005年12月5日）
- オールナイトニッポンR（ニッポン放送、2006年2月）
- テリー伊藤のってけラジオ ※テリー伊藤の代打（ニッポン放送、2007年9月4日）
- 爆笑問題の日曜サンデー（TBSラジオ、2021年8月30日) ~ ゲスト

### CM（フジテレビアナウンサー時代）
- スーパーゴールデンウィーク ハワイプレゼント企画 フジテレビCM （2006年4月28日 - 5月7日）先輩の高島彩と共に出演。
- HOT☆FANTASY ODAIBA（2006年12月9日 - 2007年1月4日開催イベント）
- 資生堂『マキアージュ』フジテレビ限定CM（2008年） - 同僚の生野陽子と共に出演。
- 日本民間放送連盟
  - 北京オリンピックキャンペーン（2008年） - 鈴江奈々（日本テレビ）、高畑百合子（TBS）、武内絵美（テレビ朝日）、大橋未歩（テレビ東京）と共に出演。
  - バンクーバーオリンピック（2010年） - 松尾英里子（日本テレビ）、武内絵美（テレビ朝日）、枡田絵理奈（TBS）、大橋未歩（テレビ東京）と共に出演。
- アサヒビール『すらっと』フジテレビ限定CM（2009年） - 同僚の本田朋子と共に出演。

## 出演（第1次タレント時代）

### テレビ・ラジオ
- おはスタ 金曜日担当（テレビ東京、1998年7月 - 1999年3月）
- 岩男潤子の小コミ・ナイト（文化放送、1998年8月30日）
- 超V.I.P.（フジテレビ、1999年7月22日）
- 噂のCMガール（TBSテレビ、2000年1月2日）
- アイドル総研efe（フジテレビ721、2000年1月28日）
- 素顔のアイドル（スカイパーフェクTV!750ch、2000年5月25日）
- Jドキュメント750（スカイパーフェクTV! 750ch、2000年7月17日【前半】、7月24日【後半】）
- 湘南初恋物語 -Tea Cups-（テレビ東京、2001年12月29日） - 村瀬琴乃 役
- 夏・ふるさと絶好調!（テレビ朝日、2002年8月3日）
- 動物のお医者さん（テレビ朝日、2003年4月17日 - 6月26日） - 阿波野萌 役

### 映画・舞台
- I2 自分の中の“アタシ”… アタシの中の“自分”…（シアターVアカサカ、2002年9月10日 - 15日） - 主演・沙也加 役
- スワンズソング（テアトル池袋、2002年11月9日 - 15日、ノーザンライツメディアコンプレックス） - 野宮理恵子 役

### CM（第1次タレント時代）
- マクドナルド『二人で食べようね』（1999年）

### CD
- OHAガールAPPLE ダンダン de OHA!／coupling FUNKY MORNING（1998年9月4日）
- グッドモーニングサンタクロース（1998年12月2日）

### ゲーム関連
- ゲーム DVD「Swans Song -」（2002年10月25日） - 中田志穂 役
- ゲームDVDフォトブック「Teacups 恋愛ゲームDVD＋PhotoBook 別冊JUNON」（2002年1月22日） - 村瀬琴乃 役
- ゲーム「TERRORS 2」（ワンダースワン）

## 書籍

### 雑誌
- ピチレモン
- B.L.T.

### 写真集
- OHA‐ガール APPLE (THE OHA-TRIPPERS!!)（1998年10月、小学館）ISBN 978-4-09-102650-7
- ファースト写真集『うぶごえ』（1999年6月、プランニングハウス）ISBN 978-4-93-907320-5
- 好き（2000年5月、テイアイエス、撮影:平田友二）ISBN 978-4-88-618234-0
- B.L.T.恋写DX2002（2002年、東京ニュース通信）